# Indo-Skythische Dynastie

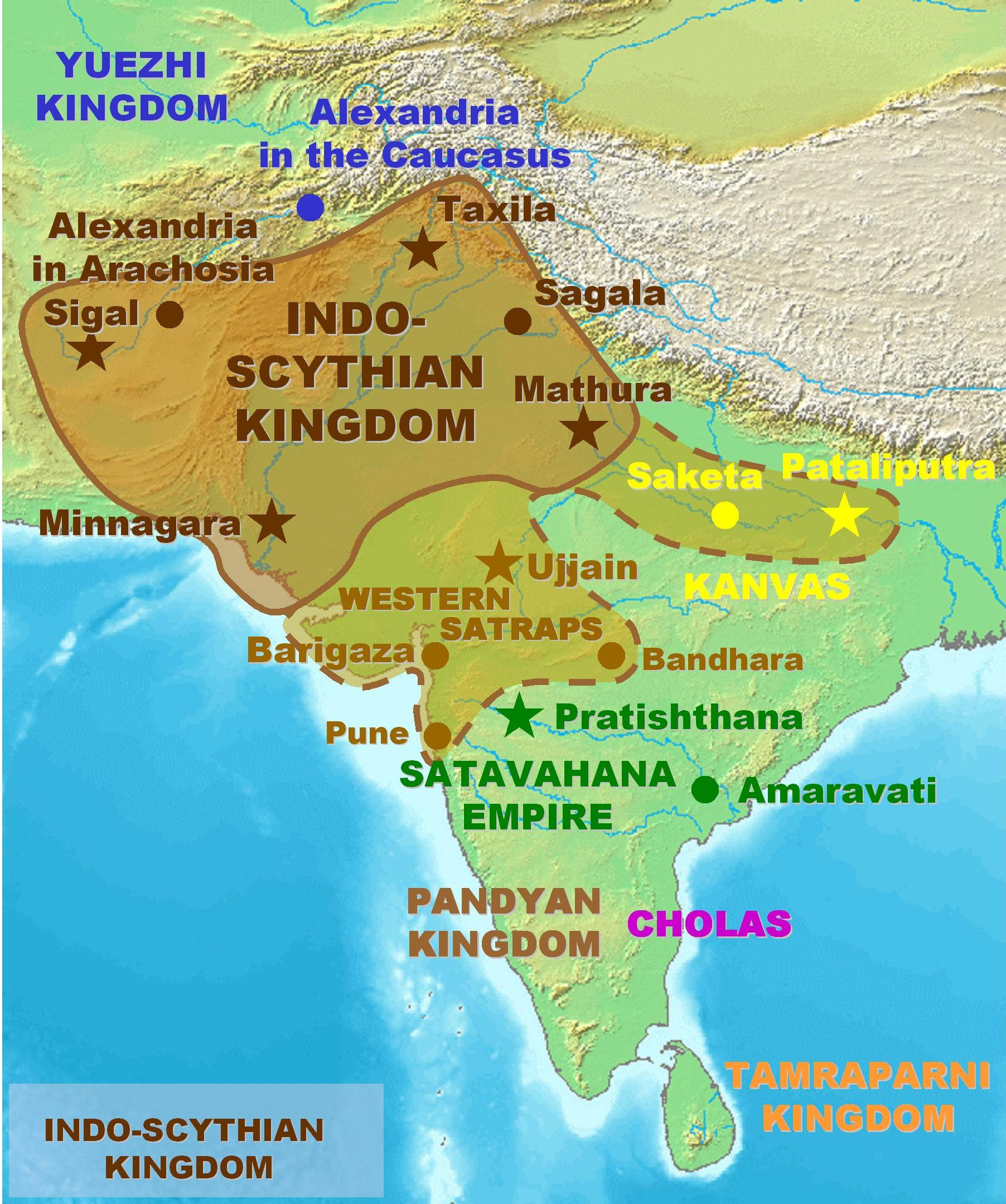
Ausbreitung der Indo-Skythen

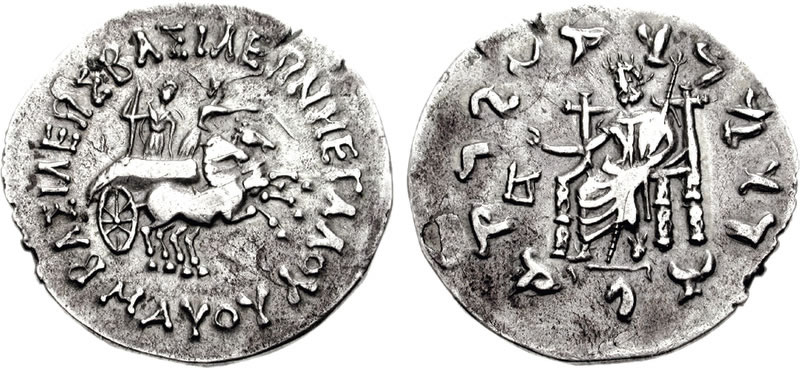
Münze des Maues

Als Indo-Skythische Dynastie wird ein Königreich bezeichnet, das im ersten vorchristlichen bis zur Mitte des ersten nachchristlichen Jahrhunderts in Nordindien bestand. Gründer des Reiches war Maues.
Die Ankunft des Maues in Indien ist ungeklärt, doch aus chinesischen Quellen erfährt man, dass die Saken (Skythen) aus Zentralasien vertrieben wurden und nach Süden abwanderten.  Vor der Ankunft der Skythen war die Region in der Hand der Indo-Griechen, die Münzen mit griechischen Inschriften auf der Vorderseite und Kharoshthiinschriften auf der Rückseite prägten. Die Münzen der Indo-Skythen zeigen dabei meist nicht ein Porträt des Herrschers, sondern einen Reiter auf der Vorderseite. Auf der Rückseite erscheinen weiterhin meist griechische Gottheiten.
Die Beziehung der Indo-Griechen zu den Skythen ist unklar. Die frühere Forschung ging davon aus, dass die Indo-Griechen von den Skythen geschlagen und vernichtet wurden. Es gibt jedoch auch Anzeichen von einer Koexistenz, wofür auch spricht, dass die indo-skythischen Münzen nach griechischen Vorbildern erstellt wurden. Einige indo-griechische Herrscher scheinen zu Vasallen der Indo-Skythen geworden zu sein und prägten weiterhin eigene Münzen und konnten diese auch zeitweise zurückdrängen.
Der Umfang des Reiches von Maues, der sich König der Könige nannte, ist aus den Münzprägungen erkennbar. Demnach regierte er in Hazara, Kaschmir, Taxila und Khyber Pakhtunkhwa (Nordpakistan und Teile von Afghanistan).
Maues, der Gründer des Reiches, starb um 85 v. Chr.  Die Situation nach seinem Tod ist schwer zu rekonstruieren. Es finden sich nun in verschiedenen Regionen diverse Herrscher, die meist nur von ihren Münzprägungen bekannt sind. Ihre Beziehung zueinander ist meist unklar.  Es ist im Einzelfall oftmals schwer zu entscheiden, ob ein bestimmter Herrscher, über das ganze Reich regierte, Vasall, oder Herrscher eines kleinen unabhängigen Reiches war. Mit Azes I. (57–35 v. Chr.) begann um 58/57 v. Chr. eine neue Ära (Zeitrechnung) und der Herrscher scheint große Teile von Nordindien, darunter auch Mathura erobert zu haben, doch gab es anscheinend weiterhin neben ihm lokale Herrscher. Azes II. (ca. 35–12 v. Chr.) verlor das Industal, konnte aber Teile von Afghanistan erobern. Am Ende seiner Regierungszeit gibt es weitere Verfallserscheinungen, in dem sich weitere Vasallen vom Reich loslösten. Im ersten nachchristlichen Jahrhundert wurden die Indo-Skythen langsam von den Kuschan und Indo-Parthern verdrängt, wobei sich die letzteren in der Münzprägung stark an die Indo-Skythen anlehnten und die Indo-Parther auch oftmals als Teil der Indo-Skythen betrachtet werden.

## Die wichtigsten Herrscher
Nordwestindien:
- Maues, ca. 90–60 v. Chr. Münze
- Vonones, ca. 75–65 v. Chr. Münze
- Spalahores, ca. 75–65 v. Chr.Münze
- Spalirises, ca. 65–57 v. Chr. Münze
- Azes I., ca. 57–35 v. Chr.Münze
- Azilises, ca. 57–35 v. Chr. Münze
- Azes II., ca. 35–12 v. Chr.Münze
- Zeionises, ca. 10 v. Chr.–10 n. Chr.
- Kharahostes, ca. 10 v. Chr.–10 n. Chr.
- Hajatria
- Liaka Kusulaka, Satrap von Chuksa
- Kusulaka Patika, Satrap von Chuksa und Sohn von Liaka Kusulaka

Bajaur-Ära (Apracharaja-Herrscher):
- Vijayamitra (12 v. Chr.–15 n. Chr.)
- Itravasu (ca. 20 n. Chr.)
- Aspavarma (15–45 n. Chr.)

Mathura-Ära:
- Hagamasha (Satrap)
- Hagana (satrap)
- Rajuvula, ca. 10 n. Chr. (Great Satrap)
- Sodasa, Sohn des Rajuvula

Kleinere Herrscher:
- Bhadayasa
- Mamvadi
- Arsakes